# Georg Heinrich Kaemmerer
Georg Heinrich Kaemmerer (* 29. Februar 1824 in Hamburg; † 5. Juni 1875 ebenda) war ein Hamburger Kaufmann, Bankier und Abgeordneter.

## Leben

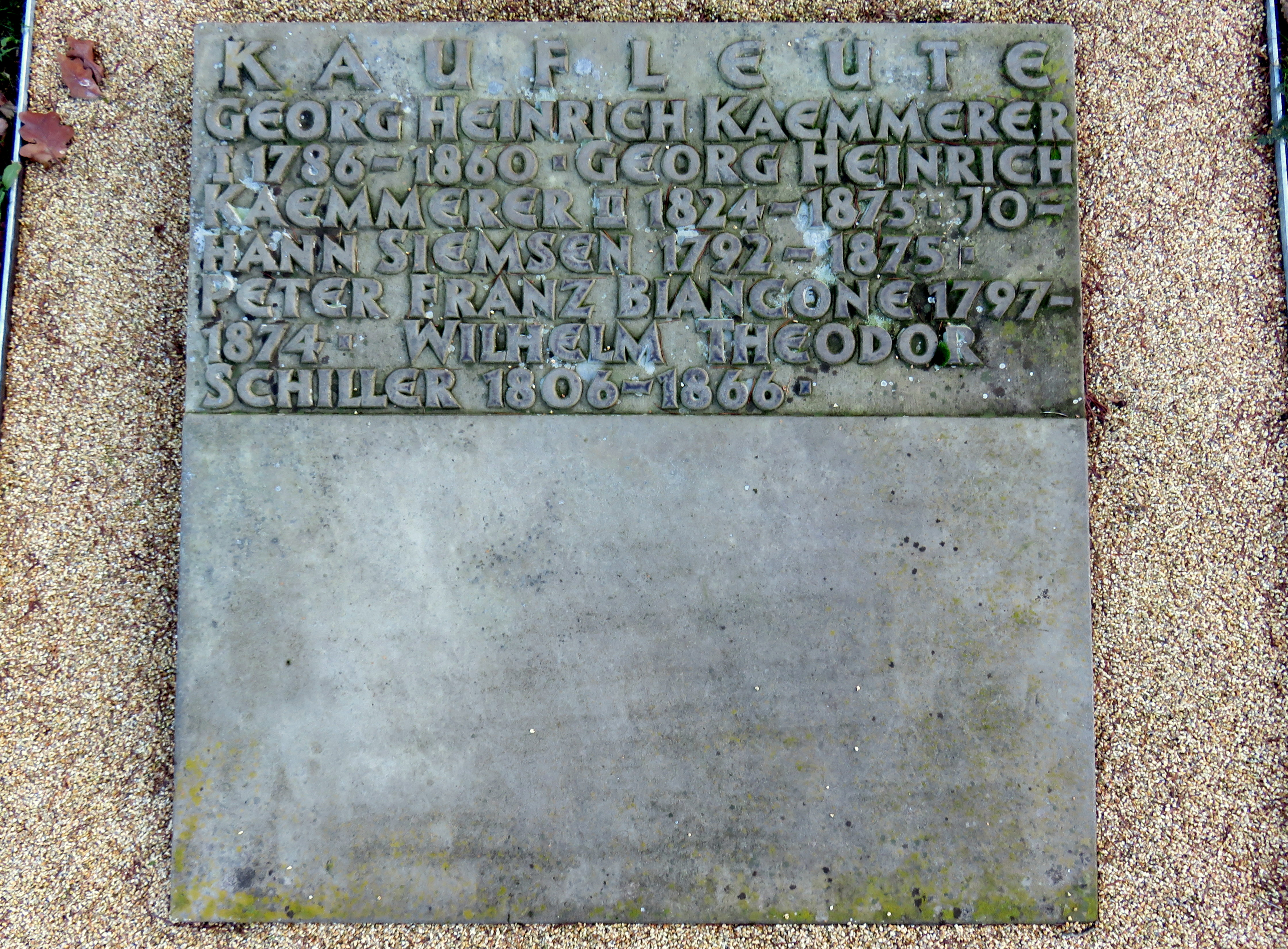
Georg Heinrich Kaemmerer,
Sammelgrab Kaufleute (II b), Friedhof Ohlsdorf

Kaemmerer trat in die von seinen Vorfahren seit 1750 betriebene Bank- und Handelsfirma ein, die er seit 1851 zusammen mit seinem Bruder Wilhelm Heinrich Kaemmerer unter dem Namen G. H. Kaemmerer Söhne mit großem Erfolg fortführte. Er gehörte zu den Gründern der Vereinsbank Hamburg, von 1854 bis 1874 gehörte er deren Aufsichtsrat an, der damals Direktion genannt wurde. Dabei wurde ein Teil des Bankgeschäftes von G. H. Kaemmerer Söhne auf die Vereinsbank übertragen. Kaemmerer setzte sich damit gegen seinen Vater durch, der gegen eine Neugründung einer Bank eintrat.
Kaemmerer gehörte dem Verwaltungsrat der Berlin-Hamburger Eisenbahn-Gesellschaft an und war Mitglied im Ausschuss der Mecklenburgischen Eisenbahngesellschaft.
Neben seiner beruflichen Tätigkeit war Kaemmerer in der kommunalen Selbstverwaltung engagiert. Er war von 1855 bis 1857 Mitglied des Niedergerichtes und von 1858 bis 1860 Handelsrichter. Von 1861 bis 1866 war er Mitglied der Finanzdeputation und wurde von dieser als Aufsicht in andere Deputationen entsandt. Kaemmerer gehörte der Hamburgischen Bürgerschaft von 1859 bis 1860 und von 1863 bis 1865 an.

## Sonstiges

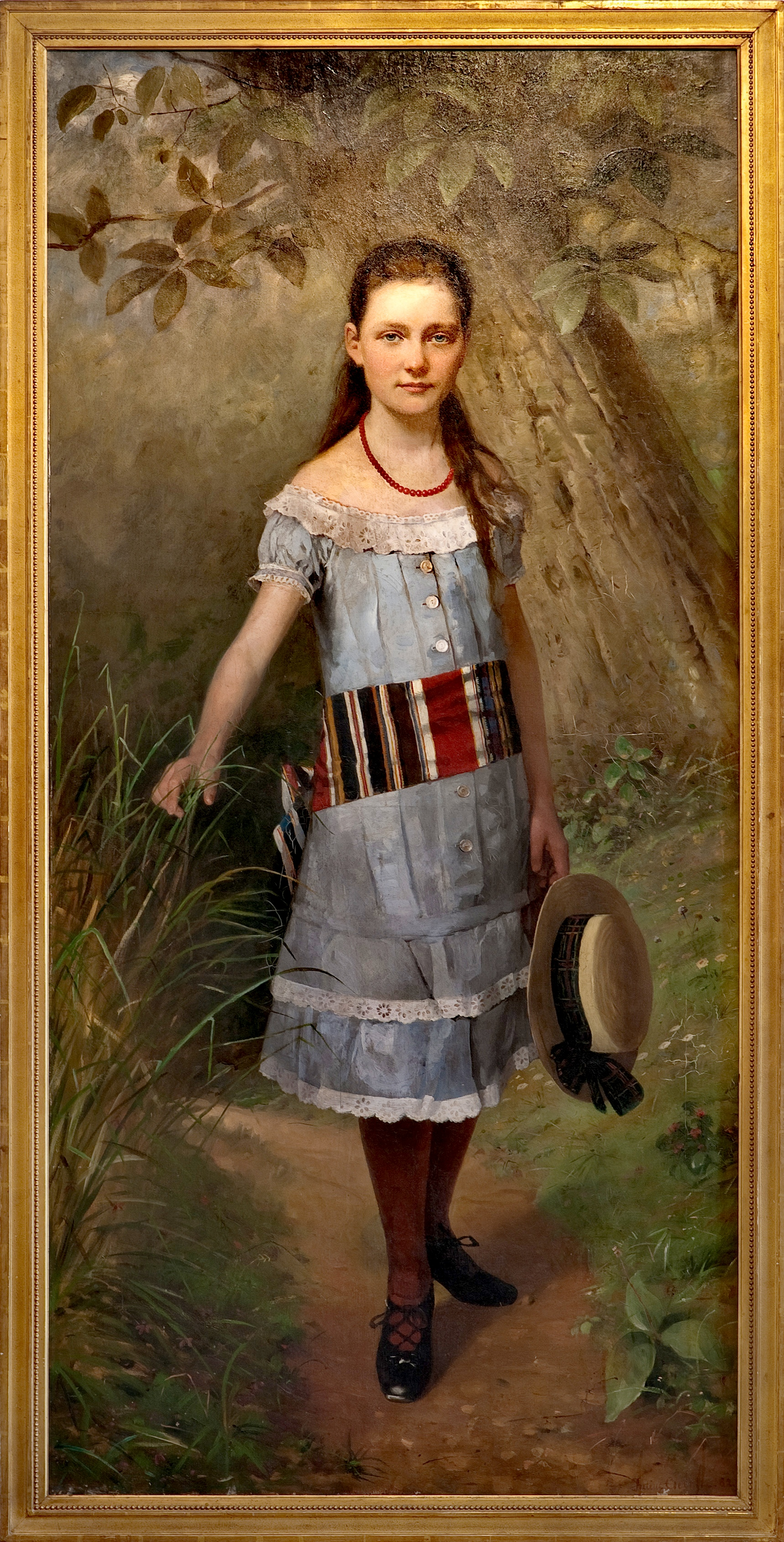
Helene Kaemmerer 1882

Kaemmerer heiratete am 27. April 1855 Emilie (Emmy) Helene Goßler (* 1. März 1838; † 15. April 1910), eine Tochter von Hermann Goßler. Sie hatten mehrere Töchter:
- Emmy (1858–1931)[5] heiratete 1880 Werner von Melle
- Susanne heiratete Eduard Wilhelm Westphal[6]
- Helene (1869–1953) war in erster Ehe mit Francis Julius Heise (1858–1899) und in zweiter Ehe mit George Charles Hesse verheiratet. Aus ihrer ersten Ehe stammte der Sohn Carl Georg Heise[7]

Ein von Julius Geertz gemaltes Bild von Helene  wird im Museum für Hamburgische Geschichte ausgestellt. Kaemmerer führte den gleichen Namen wie sein Vater, daher wird er auch häufig als Kaemmerer junior bezeichnet. Nach ihm ist das Kaemmererufer in Hamburg-Winterhude benannt.
An Georg Heinrich Kaemmerer wird auf der Sammelgrabplatte Kaufleute (II b) des Althamburgischen Gedächtnisfriedhofs, Friedhof Ohlsdorf, erinnert.